# Джек Конгер
Джек Конгер (англ. Jack Conger, нар. 26 вересня 1994, Роквілл, Меріленд, США) — американський плавець, олімпійський чемпіон 2016 року.

## Виступи на Олімпійських іграх
| Олімпіада | Дисципліна             | Місце |
| --------- | ---------------------- | ----- |
| Ріо 2016  | 4x200 м вільним стилем | 1     |